# Groupe de NGC 5796
Le groupe de NGC 5796 est un trio de galaxies situé dans la constellation de la Balance. La distance moyenne entre ce groupe et la Voie lactée est d'environ 47,2 Mpc (∼154 millions d'al). 

## Membres
Le tableau ci-dessous liste les trois galaxies du groupe indiquées dans l'article de A.M. Garcia paru en 1993.
| Nom          | Class.     | Type                        | α (J2000.0)   | δ (J2000.0)  | Vitesse radiale (km/s) | m      | Distance (Mpc) | Diamètre (kal) |
| ------------ | ---------- | --------------------------- | ------------- | ------------ | ---------------------- | ------ | -------------- | -------------- |
| NGC 5796     | E0-1       | Elliptique                  | 14h 59m 24.1s | -16° 37′ 26″ | 2863 ± 7               | 11,6   | 45,3 ± 3,2     | 135            |
| MCG -3-38-25 | SAB(rs)bc? | Spirale intermédiaire       | 14h 54m 40.6s | -17° 24′ 20″ | 3014 ± 4               | 11,88  | 47,6 ± 3,3     | 89             |
| PGC 53697    | SB(s)dm    | Spirale barrée magellanique | 15h 02m 23.6s | -17° 38′ 42″ | 3098 ± 2               | 15,416 | 48,7 ± 3,4     | 86             |

Le site DeepskyLog permet de trouver aisément les constellations des galaxies mentionnées dans ce tableau ou si elles ne s'y trouvent pas, l'outil du site constellation permet de le faire à l'aide des coordonnées de la galaxie. Sauf indication contraire, les données proviennent du site NASA/IPAC.